# Цветкова, Лариса Александровна
Лари́са Алекса́ндровна Цветко́ва (род. 1962) — российский психолог, доктор психологических наук, академик РАО (2019), вице-президент РПО, декан факультета психологии (2002—2010) и проректор (2010—2014) СПбГУ, проректор по научной работе РГПУ им. А. И. Герцена (2016—2021).

## Биография
Занималась в ленинградском Театре юношеского творчества (ТЮТ) при Ленинградском дворце пионеров (1974—1979).
Окончила факультета психологии Санкт-Петербургского университета (1985) и аспирантуру там же (1993).
С 1982 года работала на кафедре социальной психологии факультета психологии СПбГУ: лаборант, инженер, ассистент, старший преподаватель, доцент, профессор, заместитель декана факультета психологии по работе с иностранными учащимися.
Организатор и куратор совместного образовательного проекта между СПбГУ и Институтом социально-педагогического образования Германии по подготовке психологов для работы с русскоязычным населением Германии (1997—2001).
Выполняла проекты, связанные с реабилитацией военнослужащих, возвращающихся из зон боевых действий, в разработке программы реабилитации военнослужащих, создание совместно с социально-психологическим отделом ВВ МВД РФ реабилитационного Центра (1997—2003).
Декан факультета психологии СПбГУ (2002—2010). Во время руководства факультетом поддержала открытие и являлась преподавателем кафедры онтопсихологии. Проректр СПбГУ по направлениями биология, история, психология и философия (2010—2014).
Исполняла обязанности директора Центра экспертиз СПбГУ, консультанта лаборатории междисциплинарных исследований раннего детства СПбГУ.
Проректор по научной работе РГПУ им. А. И. Герцена (с 2016).
Защитила диссертацию «Коммуникативная компетентность врачей-педиатров» на степень кандидата психологических наук (1993). Защитила диссертацию «Социальная психология наркотизма в студенческой среде» на учёную степень доктора психологических наук (2011).
Член-корреспондент РАО.
Первый вице-президент Российского психологического общества. С 2019 года член Высшей аттестационной комиссии при Минобрнауки РФ.

## Награды
- Медаль ордена «за заслуги перед отечеством» II степени" (2010)
- Почетный работник высшего профессионального образования РФ (2004)

Является автором более 70 публикаций, в том числе по проблемам профилактики наркомании среди молодежи и подростков.

## Основные публикации
- Tsvetkova, L. Psychology in Russia / T. Balachova, Sh. Levy, L. Wasserman, L.Tsvetkova // Handbook of International Psychology / (Ed.) M.J. Stevens, D. Wedding. New York: Brunner-Routledge, 2004. — P.293-309
- Наркоситуация в ВУЗе: Оценка и мониторинг. Учебное пособие. С-Пб.: Издательство Санкт-Петербургского государственного университета, 2005. — 348с.
- ВУЗ как социально-организационая среда превенции молодежного наркопотребления. Научно-аналитическое издание «Российский психологический журнал», 2005 г., том 2 № 2 — изд. Российского психологического общества, Москва, 2005. — 115с.
- Цветкова, Л. А. ВУЗ как социально-организационная среда превенции молодежного наркопотребления / Л. А. Цветкова // Наркоситуация в ВУЗе: Оценка и мониторинг: Учебное пособие / под. Ред. И. Н. Гурвича. — СПб, 2005. — С. 104—123
- Цветкова, Л. А. Социальная психология наркотизма в студенческой среде — Санкт-Петербург: Коло, 2011. — 320 с.
- Цветкова, Л. А. Социально-психологические теории формирования аддикций // Вестник МГУ, Серия 14. Психология. 2011. — № 2. — С. 166—178